# Odynerus nigeriensis
Odynerus nigeriensis är en stekelart som beskrevs av Giordani Soika. Odynerus nigeriensis ingår i släktet lergetingar, och familjen Eumenidae. Inga underarter finns listade i Catalogue of Life.